# 佐藤続

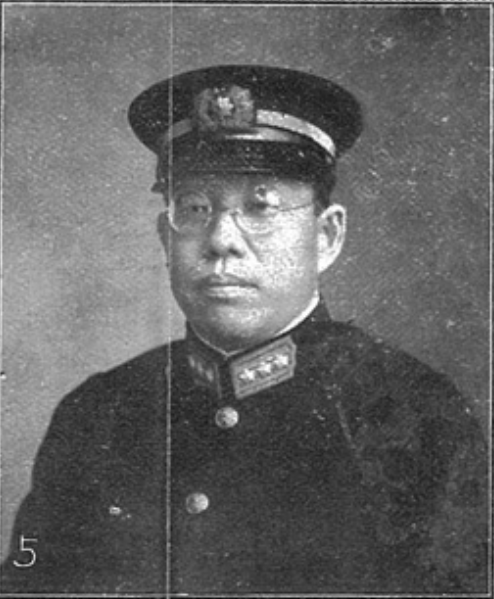
佐藤続

佐藤 続（さとう つづく、1884年（明治17年）7月 - 没年不詳）は、台湾総督府官僚。

## 経歴
北海道出身。士族・佐藤元永の三男。1912年（明治45年）に東京帝国大学法科大学政治科を卒業。山形県警部・属、同警視、同飽海郡長、台南州警務部長、台北州警務部長、台湾総督府事務官、警務局保安課長、同警務課長、同衛生課長を歴任した。1927年（昭和2年）、台中州知事に就任した。
その後、台湾交通社長を務めた。

## 親族
- 兄 - 岩波六郎（岩波常景養子、明治乳業常務、大日本製乳社長）[3]